# Dibrugarh
Dibrugarh è una suddivisione dell'India, classificata come municipal board, di 122.523 abitanti, capoluogo del distretto di Dibrugarh, nello stato federato dell'Assam. In base al numero di abitanti la città rientra nella classe I (da 100.000 persone in su).

## Geografia fisica
La città è situata a 27° 28' 60 N e 94° 54' 0 E e ha un'altitudine di 93 m s.l.m.

## Società

### Evoluzione demografica
Al censimento del 2001 la popolazione di Dibrugarh assommava a 122.523 persone, delle quali 65.736 maschi e 56.787 femmine. I bambini di età inferiore o uguale ai sei anni assommavano a 11.171, dei quali 5.776 maschi e 5.395 femmine. Infine, coloro che erano in grado di saper almeno leggere e scrivere erano 99.451, dei quali 54.192 maschi e 45.259 femmine.